# Nogi Maresuke
Nogi Maresuke (乃木希典  Nogi Maresuke?,  25 de diciembre de 1849 - 13 de septiembre de 1912) fue un general del Ejército Imperial Japonés, así como una figura prominente durante la guerra ruso-japonesa.

## Primeros años
Nogi fue hijo de un samurái del clan Chōfu de Chōshū (hoy día prefectura de Yamaguchi). Nació en Edo (hoy día Tokio) el 11.º día del undécimo mes según el antiguo calendario lunar, o el 25 de diciembre según el calendario gregoriano.

## Carrera militar

### Primeros años
En noviembre de 1869, por órdenes del señor del dominio de Nagato se enlistó en Fushimi Goshin Heisha (lit. El leal cuartel de la guardia de Fushimi) con la finalidad de que fuera entrenado en el estilo francés del manejo de tropas del ejército. Después de terminar su entrenamiento fue reasignado al cuartel de Kawatō, en Kioto, como instructor. Posteriormente fue asignado como entrenador del ejército del dominio de Toyōra, siendo el encargado de las tropas asignadas a la defensa costera.
En 1871 Nogi fue comisionado como mayor en el recientemente creado Ejército Imperial Japonés. Alrededor de este tiempo fue cuando cambió su nombre a Maresuke, al tomar un kanji del nombre de su padre. En 1875 se convirtió en agregado del 14.º Regimiento de Infantería. En 1876 fue nombrado como jefe regional de las tropas de Kumamoto, y transferido al mando del 1.er Regimiento de Infantería. Por su servicio durante la rebelión Satsuma, donde enfrentó las tropas de Saigō Takamori en Kyūshū, fue ascendido al rango teniente coronel. Durante una feroz batalla perdió el estandarte del 14.º Regimiento frente al enemigo, lo que era considerada una gran desgracia. Nogi consideró ese incidente como un grave error, por lo que incluso lo listó como una de las razones de su posterior suicidio.
El 27 de agosto contrajo nupcias con Shizuko, cuarta hija de un samurái de Satsuma llamado Yuji Sadano. El 28 de agosto de 1877 nació su primer hijo, llamado Katsunori. En 1878 fue ascendido a coronel.
En 1887 fue enviado a Alemania junto con Kawakami Soroku para estudiar las tácticas y estrategias militares europeas.
En 1894, durante la primera guerra sino-japonesa, Nogi sirvió como general de brigada al mando de la 1.er Brigada de Infantería, la cual penetró las defensas chinas y ocupó Port Arthur después de tan sólo un día de combate. Al año siguiente fue promovido a general de división y asignado a la 2.a División, encargada de la invasión de Taiwán. Nogi permaneció con las fuerzas de ocupación en Taiwán hasta 1898. Regresó a Japón en 1899.

## Seppuku

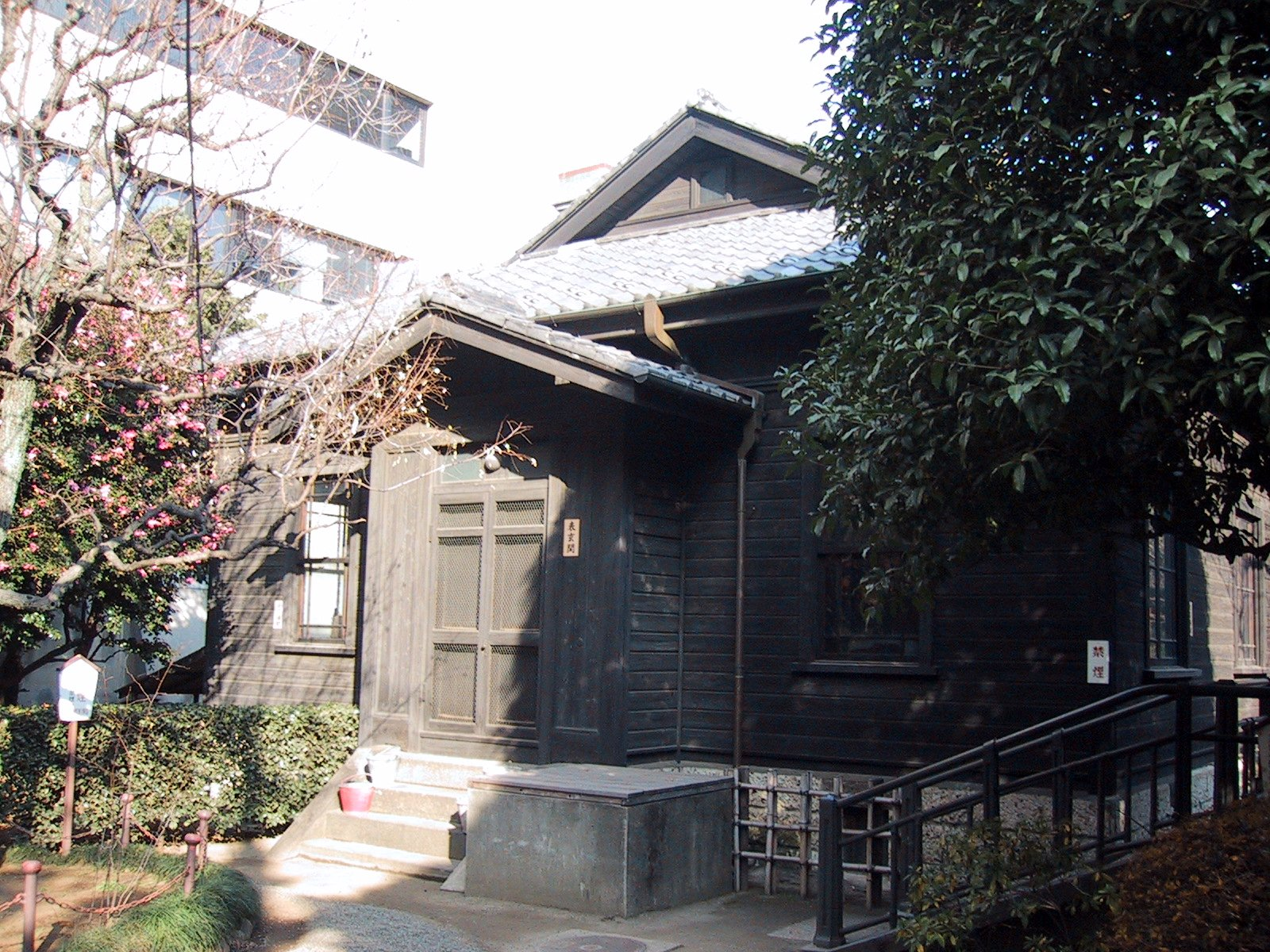
Casa de Maresuke Nogi.

Nogi y su esposa cometieron respectivamente seppuku y jigai poco después de que el cortejo del funeral del emperador Meiji dejara el palacio. El suicidio ritual fue efectuado de acuerdo a la práctica samurái de seguir a su maestro a la muerte (junshi). En la nota suicida aseguró que deseaba expiar su desgracia en Kyūshū y por los cientos de bajas en Port Arthur. Además donó su cuerpo a la ciencia.